# Kunqu

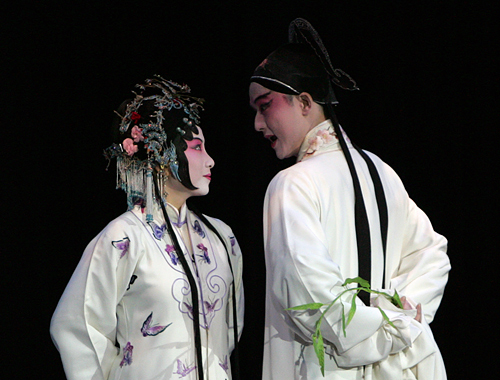
Kunqu-Darstellung

Kunqu (chinesisch 崑曲 / 昆曲, Pinyin Kūnqǔ, W.-G. k'un-ch'ü; auch  Kunju oder Kun-Oper) ist eine der ältesten Bühnenkunstformen der Welt und stammt aus China. Kunqu gehört zur Gattung der chinesischen Oper. Viele große Werke der chinesischen Literatur wurden ursprünglich für Kunqu verfasst, darunter Der Päonien-Pavillon (Mudan Ting) aus der Ming-Dynastie und Der Fächer mit den Pfirsichblüten von Kong Shangren.

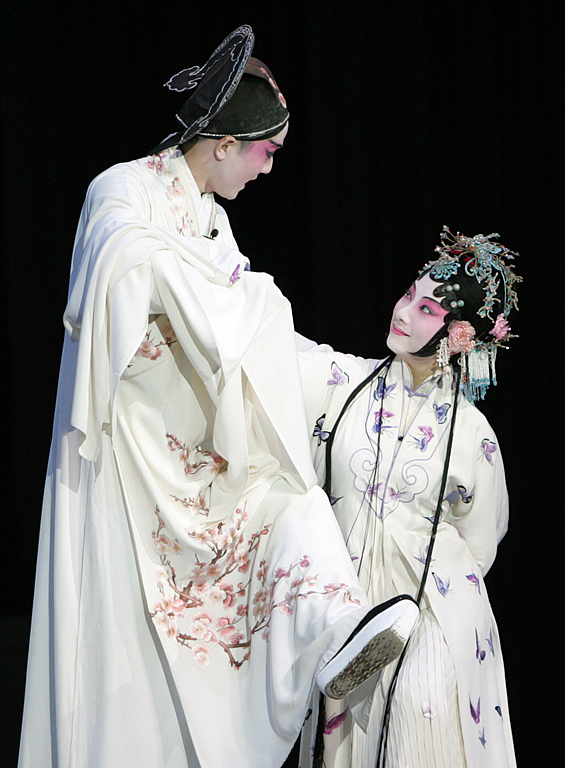
Kunqu-Darstellung

Kunqu entwickelte sich im 16. Jahrhundert aus einer Verbindung der älteren Opernstile Nanxi („südliches Drama“, mit Gongs, luo, und Trommeln, gu) und Zaju (mit Saiteninstrumenten, xiányuèqì, wie erhu und pipa) in Nordchina. Im 17. Jahrhundert wurde Kunqu durchgreifend reformiert, um mit der Tonalität des Wu-Dialektes übereinzustimmen. Sie hatte großen Einfluss auf verschiedene andere chinesische Theaterformen, darunter die Pekingoper, wurde aber während der Zeit der Qing-Dynastie geschwächt und verschwand um 1930 beinahe ganz. In den folgenden Jahren wurde sie jedoch von einigen Intellektuellen und Pekingoper-Darstellern wiederbelebt. 
Nach der Chinesischen Revolution wurde die Kunqu staatlich unterstützt, musste aber neue, politische Stücke einführen. Mit ihrem Eintrag in die UNESCO-Liste der Meisterwerke des mündlichen und immateriellen Erbes der Menschheit als Meisterwerk traditioneller Weltkultur im Mai 2001 hat sich die Lage der Kunqu erheblich verbessert. Heute ist sie vor allem noch in den Städten Suzhou, Shanghai und Nanjing zu sehen.